# 列夫·庞特里亚金
列夫·谢苗诺维奇·庞特里亚金（俄语：Лев Семёнович Понтрягин，1908年9月3日—1988年5月3日），苏联数学家。他生于莫斯科，在14岁时不幸因为万用油炉爆炸而失明。1924年他考入莫斯科國立大學数学物理系，1928年本科毕业，1930年研究生毕业，1935年获得数学物理博士学位，并留校成为教授。在大学时代，他师从数学家帕维尔·亚历山德罗夫（俄语：Па́вел Серге́евич Алекса́ндров），受到其悉心指导长达十年。由于双目失明，他在母亲塔季扬娜·安德烈耶夫娜（俄语：Татьяна Андреевна）的帮助下进行数学工作。1940年，庞特里亚金被聘为苏联科学院数学所拓扑几何研究室主任，同年当选为苏联通讯院院士。他在很多数学领域作出了巨大的贡献，包括代数拓扑与微分拓扑，1938年发表多项重要论文，获得列宁奖（1962）、苏联国家奖（1975）等前苏联高等荣誉。

## 生平与贡献
庞特里亚金在学生时代就研究了同调的对偶理论。在被聘为教授后，他继续了这个研究，并为傅立叶变换的抽象理论打下基础，现在该理论被称为庞特里亚金对偶性。1938年，在老师和母亲的帮助下，他的第一本著作《拓扑群》在美国普林斯顿出版并一举成名，该作二战后被视为经典译成各种文字出版。在拓扑学中，他提出了配边理论的基本问题。在1940年左右，庞特里亚金引入了一个现在被称为庞特里亚金类的示性类，该示性类的特点是其在流形的边界上会消失为零。
在庞特里亚金学术生涯后期（50年代），由于二战后的自动化运动和苏联政府的号召，庞特里亚金的研究方向转移到了优化控制理论，并发现了对于现代控制论至关重要的最小化原理（也称最大值原理）。他提出的最小化原理基于经典最小作用原理，联系欧拉、拉格朗日、哈密顿等人发展的分析力学与现代控制论。他也在该领域引入了起停式控制的思想，用于描述一些需在最大驱动力或无驱动力之间选择的系统。他的研究解决了诸多自动控制问题，对工程界的影响十分深远。
庞特里亚金的得意门生包括德米特里·阿诺索夫，后者以动力系统的工作闻名。

## 政治立场与争议
在政治立场上，庞特里亚金曾多次被指控为反犹太主义者。1978年，他抨击纳森·雅各布森（Nathan Jacobson）是代表“犹太复国主义运动”的“平庸科学家”。 两人在1972年到1974年间都是国际数学联盟（International Mathematical Union）的副主席。争端的起因是两人曾在第三次中东战争后苏联限制苏籍犹太学者前往以色列的政策上产生争论。同年，当著名的苏联犹太裔数学家格里高利·马古利斯（Grigory Margulis）被IMU选为1978年国际数学家大会的菲尔兹奖得主时，庞特里亚金作为IMU执行委员会的成员表示强烈反对。虽然最后IMU坚持授予马古利斯菲尔兹奖的决定，但马古利斯被苏联当局拒绝了苏联的出境签证，因此无法亲自出席1978年国际数学大会。1979年，庞特里亚金发表在《科学》上的一篇文章中否认了对他的反犹太主义指控，并表示犹太复国主义是种族主义因而他会与其斗争。
20世纪70年代，苏联政府把调水工程正式列为长期规划科研项目，由苏联科学院水利资源所和新成立的“北水南调研究所”共同负责。实施方案经过十多年的勘察和分析后正式提出，引发全社会关注。工程内容是将流入北冰洋的伯朝拉河和北德维纳河通过人造运河补充到伏尔加河，以提高后者的航运、 发电、农灌能力，最终流入里海。工程一期年调水58亿立方米，二期年调水150亿立方米 。当时年近80岁的庞特里亚金担心巨大工程量的合理性，于1986年亲自致信戈尔巴乔夫总书记，表示反对水利部门的调水方案，理由包括：气候变化随机性很大；数学模型本身考虑不周；数据有严重误差等。戈尔巴乔夫则忽视了庞特里亚金的建议。